# École française internationale de Casablanca
Vous pouvez aider à l'améliorer ou bien discuter des problèmes sur sa page de discussion.
- Il ne cite pas suffisamment ses sources. Vous pouvez indiquer les passages à sourcer avec {{référence nécessaire}} ou {{Référence souhaitée}}, et inclure les références utiles en les liant aux notes de bas de page. (Marqué depuis mars 2024)
- Son texte doit être wikifié : il ne correspond pas à la mise en forme Wikipédia (style, typographie, liens internes, liens entre les wikis, etc.). (Marqué depuis novembre 2022)
- Son ton est trop promotionnel ou publicitaire, voire hagiographique. Le texte doit adopter un ton neutre et encyclopédique. (Marqué depuis novembre 2024)

- Archive Wikiwix
- Bing
- Cairn
- DuckDuckGo
- E. Universalis
- Gallica
- Google
- G. Books
- G. News
- G. Scholar
- Persée
- Qwant
- (zh) Baidu
- (ru) Yandex
- (wd) trouver des œuvres sur Wikidata

L'École Française Internationale de Casablanca (EFI Casablanca) est un établissement privé d'enseignement français primaire et secondaire situé à Casablanca (Maroc) qui a ouvert ses portes en septembre 2017.
L'EFI Casablanca fait partie du réseau scolaire international Odyssey, premier acteur éducatif privé spécialiste de l’enseignement français à l’étranger, soutenu par les institutions françaises. Le Groupe Odyssey a été fondé par des spécialistes de l’éducation désireux de promouvoir l’enseignement scolaire français dans le monde et de créer un nouveau groupe éducatif alliant le meilleur de l’éducation française et internationale.
L’EFI Casablanca est également un établissement homologué partenaire de l’AEFE de la Petite Section à la terminale.

## Historique
En 2016, l’École Française Internationale de Casablanca (EFI Casablanca) remporte l’Appel d'Offres lancé en 2014 par l'Agence d'Urbanisation et de Développement d'Anfa (AUDA) en vue de l’installation d’un établissement scolaire international au cœur du nouveau centre urbain « Casa Anfa ».
La commission d’appel d’offres de l’AUDA a sélectionné l’EFI Casablanca en raison de l’expérience reconnue de ses dirigeants, et de la qualité de son programme pédagogique qui associe cursus scolaire français, multilinguisme et accréditations internationales.
Son inauguration officielle par l'ambassadeur de France, Jean-François Girault, ainsi que les autorités marocaines a été célébrée le 21 novembre 2017.

## Enseignement
L'École Française Internationale est un établissement scolaire français résolument tourné vers l’international. Ainsi, en plus du programme d’enseignement français, ses élèves sont initiés au trilinguisme dès la petite section (Français, Anglais, Arabe) et bénéficient de programmes pédagogiques basés sur l'ouverture internationale et les échanges interculturels.
L’établissement dispense 3 langues vivantes obligatoires (Anglais-Arabe-Espagnol ou Mandarin) dès la 5e, validées par des certifications linguistiques à chaque fin de cycle.
Spécificités pédagogiques au primaire :
Une des spécificités pédagogiques de l’EFI Casablanca est le cursus 50% Français – 50% Anglais dispensé au primaire : les élèves y suivent les programmes officiels de l’Éducation Nationale française, avec autant de cours en français qu’en anglais et toujours des enseignants locuteurs natifs.
L'EFI Casablanca est en mesure d'accueillir des élèves non francophones, qu'ils soient en Maternelle ou en Élémentaire, grâce à un dispositif d'immersion appelé "Passerelle", qui permet un apprentissage intensif et rapide du français avant d'être réintégré de façon harmonieuse dans le cursus classique.
Spécificités pédagogiques au collège :
-         Section Internationale Arabe : tous les élèves marocains du collège suivent la SI arabe jusqu’à la fin du collège, avec 2 heures d’Histoire-Géographie en langue arabe (et 2 heures en langue française)
-         Tronc commun à tous les élèves en anglais : tous les collégiens, quel que soit leur nationalité, ont 4 heures de langue anglaise par semaine et suivent les SVT, les Arts Plastiques et la Musique en anglais.
Spécificités pédagogiques au lycée :
En 2de, les SVT sont enseignées en langue anglaise. En 1re, une heure d’enseignement scientifique est enseignée en anglais.
Spécialités pour les élèves de 1re et de terminale :
-         Mathématiques
-         Histoire-Géographie-Géopolitique et Sciences politiques
-         Physique-Chimie
-         Sciences de la Vie et de la Terre
-         Sciences Economiques et Sociales
Enseignements facultatifs :
En 1re :
-         Langues vivantes
-         Théâtre
-         Arts plastiques
-         Musique
-         Mathématiques Option
En terminale :
-         Langues vivantes
-         Théâtre
-         Arts plastiques
-         Musique
-         Mathématiques expertes
-         Mathématiques complémentaires

## Gouvernance
Le Groupe Odyssey a été fondé par des spécialistes de l’éducation désireux de promouvoir l’enseignement scolaire français dans le monde et de créer un nouveau groupe éducatif alliant le meilleur de l’éducation française et internationale.
Luc CHATEL : Président du réseau scolaire Odyssey et de l'EFI Casablanca, Luc Chatel est ancien Ministre de l’Éducation Nationale en France entre 2009 et 2012, ancien Député et Président du Groupe d’amitié France-Maroc à l’Assemblée nationale française.
Younes SLAOUI, Directeur Général, Administrateur : Vice-Président du réseau scolaire Odyssey et DG de l'EFI Casablanca, Younes SLAOUI est un ancien consultant en stratégie et un spécialiste du management éducatif. Ancien élève de l'École Nationale d'Administration de France (promotion Jean-Jacques Rousseau), il est Président de l’Association Marocaine des Anciens Elèves de l’ENA.
Thami GHORFI, Administrateur : Fondateur de l'ESCA École de Management, Thami GHORFI est aussi cofondateur de l'Institut Euro-Africain de Management (INSEAM) avec l'ESC Grenoble et cofondateur de l'École Internationale de Musique et de Danse de Casablanca et Rabat.
Jonathan DERAI, Administrateur : Vice-Président du réseau scolaire. Ancien chef de cabinet du Ministre de l’Éducation nationale, Jonathan Derai est un expert du secteur éducatif français et international.

## Direction pédagogique
Responsables de la pédagogie de l’EFI Casablanca, le Chef d’établissement et son adjoint ont pour mission de gérer l’établissement dans les meilleures conditions éducatives et humaines. Ils sont les garants du respect des programmes scolaires et de notre philosophie éducative, sous la coordination de Patrick Ténèze, directeur du réseau scolaire international Odyssey.
Thomas Saène, Chef d’établissement :M. Saène a commencé sa carrière en tant que professeur de sciences physiques et chimie, avant de progresser rapidement vers des postes de direction, d'abord en France puis à l'international. Ses expériences se sont principalement déroulées en Amérique du Nord, où il a occupé des postes de direction, notamment celui de Proviseur Adjoint à Montréal (Collège Marie de France) et à Toronto (Toronto French School). Après cela, il occupe le poste de chef d'établissement au Lycée Franco-Qatarien Voltaire à Doha, avant de prendre en charge la direction générale du Collège Stanislas à Montréal en 2020. En 2024, il a intégré l'équipe de l'EFI. Éducateur passionné, il met l'accent sur l'efficacité et l'harmonie au sein de la communauté éducative, tout en favorisant un développement holistique des élèves.
Patrick Ténèze, Directeur du réseau scolaire international Odyssey : Inspecteur d’académie honoraire et ancien chef d’établissement, Patrick Ténèze a occupé plusieurs fonctions stratégiques dans le réseau d’enseignement français à l’étranger. Après avoir été proviseur de plusieurs lycées (Singapour, Tokyo et Brazzaville), il a notamment été coordonnateur du réseau de l’AEFE en Asie (45 lycées - 17 pays), et directeur de la communication au siège de l'agence.

## Collège – Lycée
L’EFI Casablanca a ouvert un Campus dédié au Collège – Lycée, à Casa Anfa, en septembre 2023. Ainsi, l'ancien campus sera dédié uniquement au primaire. S’étalant sur un foncier de 8 500 m2 et une surface construite de plus de 18 500 m2, à proximité d’Anfa Park, ce nouveau campus se composera d’espaces modernes et adaptés à une pédagogie active et différenciée.